# Ceratomyxa lateolabracis
Ceratomyxa lateolabracis is een microscopische parasiet uit de familie Ceratomyxidae. Ceratomyxa lateolabracis werd in 2003 beschreven door Zhao & Song. 